# Lestes henshawi
Lestes henshawi är en trollsländeart som beskrevs av Philip Powell Calvert 1907. Lestes henshawi ingår i släktet Lestes och familjen glansflicksländor. IUCN kategoriserar arten globalt som livskraftig. Inga underarter finns listade i Catalogue of Life.